# Drehu
Drehu är ett malajo-polynesiskt språk som talas på ön Lifou, i Nya Kaledonien. Dess närmaste släktspråk är bl.a. iaai och nengone.. Antal talare är cirka 17 000. Drehu är det mest talade språket bland kanaker..
Språket skrivs med latinska alfabetet. Bibeln i sin helhet översattes till drehu redan år 1890.
Drehu har erkänts som ett regionalt språk på Lifou. Det undervisas i skolor i Nya Kaledonien men också i Paris.

## Fonologi

### Vokaler
|              | Främre | Central | Bakre  |
| ------------ | ------ | ------- | ------ |
| Sluten       | i      |         | u      |
| Mellansluten | e      |         | o      |
| Mellanöppen  | ɛ      |         | ʌ \| ɔ |
| Öppen        |        | a       |        |

Källa:

### Konsonanter
|             | Labial | Labiodental | Dental | Alveolar | Retroflex | Palatal | Velar  | Glottal |
| ----------- | ------ | ----------- | ------ | -------- | --------- | ------- | ------ | ------- |
| Nasal       | m̥ \| m |             |        | n̥ \| n   |           | ɲ̥ \| ɲ  | ŋ̥ \| ŋ |         |
| Klusil      | p \| b |             | t̪ \| d̪ | t \| d   | ʈ \| ɖ    | c \| ɟ  | k \| g |         |
| Affrikat    |        |             |        |          |           | ʧ \| ʤ  |        |         |
| Frikativ    |        | f \| v      | θ \| ð | s \| z   | ʃ         |         | x      | h       |
| Lateral     |        |             |        | l̥ \| l   |           |         |        |         |
| Approximant | w̥ \| w |             |        |          |           | j       |        |         |

Källa:

## Lexikon
Räkneord 1-10 på drehu:
| 1   | 2   | 3    | 4   | 5     | 6        | 7         | 8          | 9         | 10    |
| --- | --- | ---- | --- | ----- | -------- | --------- | ---------- | --------- | ----- |
| cas | lue | köni | eke | tripi | cangömen | luengömen | köningömen | ekengömen | luepi |

## Källa
1. ↑  ”Glottolog 4.3 - Dehu”. glottolog.org. https://glottolog.org/resource/languoid/id/dehu1237. Läst 19 mars 2021.
2. ↑  ”Drehu” (på engelska). Sorosoro. http://www.sorosoro.org/en/drehu/. Läst 19 mars 2021.
3. ↑  ”ScriptSource - Drehu written with Latin script”. scriptsource.org. https://scriptsource.org/cms/scripts/page.php?item_id=wrSys_detail&key=dhv-Latn. Läst 19 mars 2021.
4. ↑  ”Lifuan, Dehu in New Caledonia” (på engelska). joshuaproject.net. https://joshuaproject.net/people_groups/13056/NC. Läst 19 mars 2021.
5. ↑  ”Drehu alphabet, prounciation and language”. omniglot.com. https://omniglot.com/writing/drehu.php. Läst 19 mars 2021.
6. 1 2  ”Drehu | Académie des Langues Kanak (ALK)”. www.alk.nc. https://www.alk.nc/langues/drehu. Läst 19 mars 2021.
7. ↑  ”The Sound of the Drehu language (Numbers, Greetings & Sample Text)” (på engelska). ILoveLanguages!. https://www.youtube.com/watch?v=HpTUcTjyg_E. Läst 19 mars 2021.